# Haviland Morris
Haviland Morris (* 14. September 1959 in Loch Arbour, New Jersey) ist eine US-amerikanische Schauspielerin.

## Leben und Karriere
Haviland Morris wurde in New Jersey geboren, wuchs aber einige Jahre in Hongkong auf, wo ihr Vater in der Elektronikindustrie arbeitete. Bekannt wurde sie vielen Zuschauern 1984 durch ihre zweite Kinorolle, die der ebenso beliebten wie eitlen Highschool-Schülerin Caroline, in der Komödie Das darf man nur als Erwachsener unter Regie von John Hughes. In diesem Film trug die eigentlich rothaarige Schauspielerin eine blonde Perücke. Anschließend folgten zahlreiche weitere Film- und Fernsehrollen. 1987 spielte sie eine reiche Erbin in der Komödie Who’s That Girl, die ihren Verlobten am Ende des Films an Madonnas Filmfigur verliert. In der Horrorkomödie Gremlins 2 – Die Rückkehr der kleinen Monster (1990) verkörperte sie Marla Bloodstone, die Vorgesetzte der Hauptfigur Billy. 
1997 war sie in Wieder allein zu Haus, einer weniger erfolgreichen Fortsetzung von Kevin – Allein zu Haus, als Mutter der Hauptfigur zu sehen. Neben ihren Kinorollen übernahm Morris viele Auftritte in US-Fernsehserien und spielte einige Jahre eine feste Rolle in der Seifenoper Liebe, Lüge, Leidenschaft. In dem erfolgreichen Videospiel Max Payne von 2001 sprach sie die Rolle von Michelle Payne, der ermordeten Frau des Hauptcharakters. Nachdem sie mit über 40 Jahren altersbedingt zunehmend weniger Rollenangebote in Hollywood erhalten hatte, baute sie sich ein zweites Standbein als Immobilienmaklerin auf. Dennoch ist sie bis heute noch mit Nebenrollen in Independentfilmen und Fernsehserien als Schauspielerin aktiv.
Morris ist mit Robert Score verheiratet, sie haben die gemeinsame Tochter Faith (* 1991) und den Sohn Henry (* 2000).

## Filmografie (Auswahl)
- 1984: Jung und rücksichtslos (Reckless)
- 1984: Das darf man nur als Erwachsener (Sixteen Candles)
- 1986: Familienbande (Family Ties, Fernsehserie, Folge 5x02 Der Traum geht weiter)
- 1987: Who’s That Girl
- 1990: Liebe, Geld und alles Andere (Love or Money)
- 1990: Mord mit System (A Shock to the System)
- 1990: Gremlins 2 – Die Rückkehr der kleinen Monster (Gremlins 2: The New Batch)
- 1990/1998: Law & Order (Fernsehserie, 2 Folgen)
- 1994: Diagnose: Mord (Diagnosis: Murder, Fernsehserie, Folge 1x08)
- 1996: Dead Man’s Walk – Der tödliche Weg nach Westen (Dead Man’s Walk, Miniserie)
- 1996: Dear Diary (Kurzfilm)
- 1997: Wieder allein zu Haus (Home Alone 3)
- 1998: Cosby (Fernsehserie, Folge 2x14)
- 1998: Sex and the City (Fernsehserie, Folge 1x09 Wunder der Technik)
- 1999–2003: Liebe, Lüge, Leidenschaft (One Life to Live, Fernsehserie, 74 Folgen)
- 2001/2009: Criminal Intent – Verbrechen im Visier (Law & Order: Criminal Intent, Fernsehserie, 2 Folgen)
- 2002/2003: Third Watch – Einsatz am Limit (Third Watch, Fernsehserie, 2 Folgen)
- 2003: Law & Order: Special Victims Unit (Fernsehserie, Folge 4x18 Tommy)
- 2005: Baxter – Der Superaufreißer (The Baxter)
- 2007: Joshua – Der Erstgeborene (Joshua)
- 2008: One Tree Hill (Fernsehserie, 3 Folgen)
- 2009: Adam – Eine Geschichte über zwei Fremde. Einer etwas merkwürdiger als der Andere. (Adam)
- 2009–2010: Jung und Leidenschaftlich – Wie das Leben so spielt (As the World Turns, Fernsehserie, 3 Folgen)
- 2012: Jack & Diane
- 2012: Good Wife (The Good Wife, Fernsehserie, Folge 4x08)
- 2013: Burning Blue: Bekenne Dich (Burning Blue)
- 2014: Blue Bloods – Crime Scene New York (Blue Bloods, Fernsehserie, Folge 4x21)
- 2016: Elementary (Fernsehserie, Folge 4x16 Gejagt)
- 2016: Quarry (Fernsehserie, 2 Folgen)
- 2019: City on a Hill (Fernsehserie, Folge 1x04)
- 2022: Bull (Fernsehserie, Folge 6x15)
- 2023: Gremlins – Secrets of the Mogwai (Fernsehserie, Folge 1x06, Stimme)